# Adolfo Mexiac

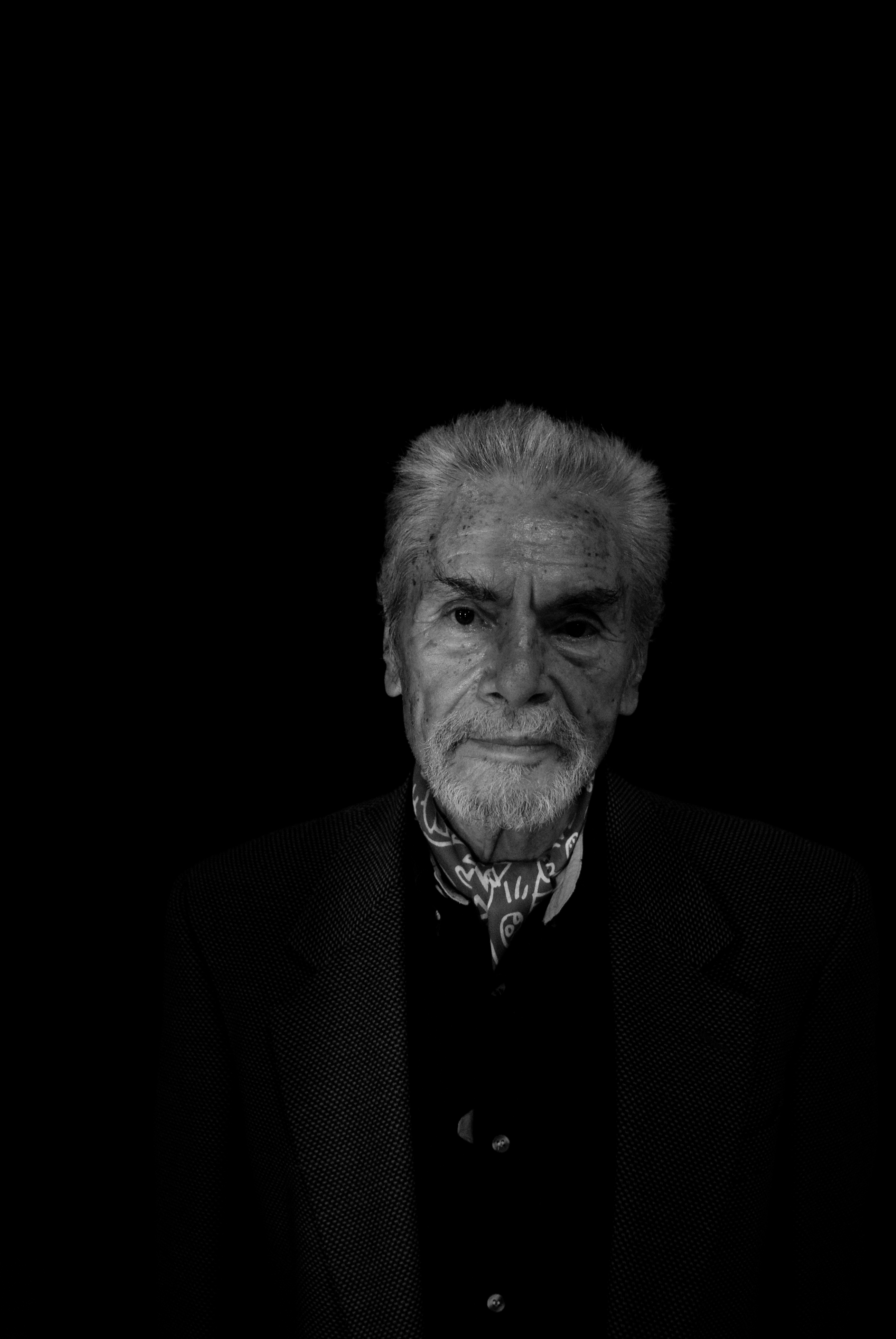
Adolfo Mexiac im Jahr 2009

Adolfo Mexiac (* 7. August 1927 in Coto de la Esperanza, Michoacán; † 13. Oktober 2019) war ein mexikanischer Künstler.

## Biografie

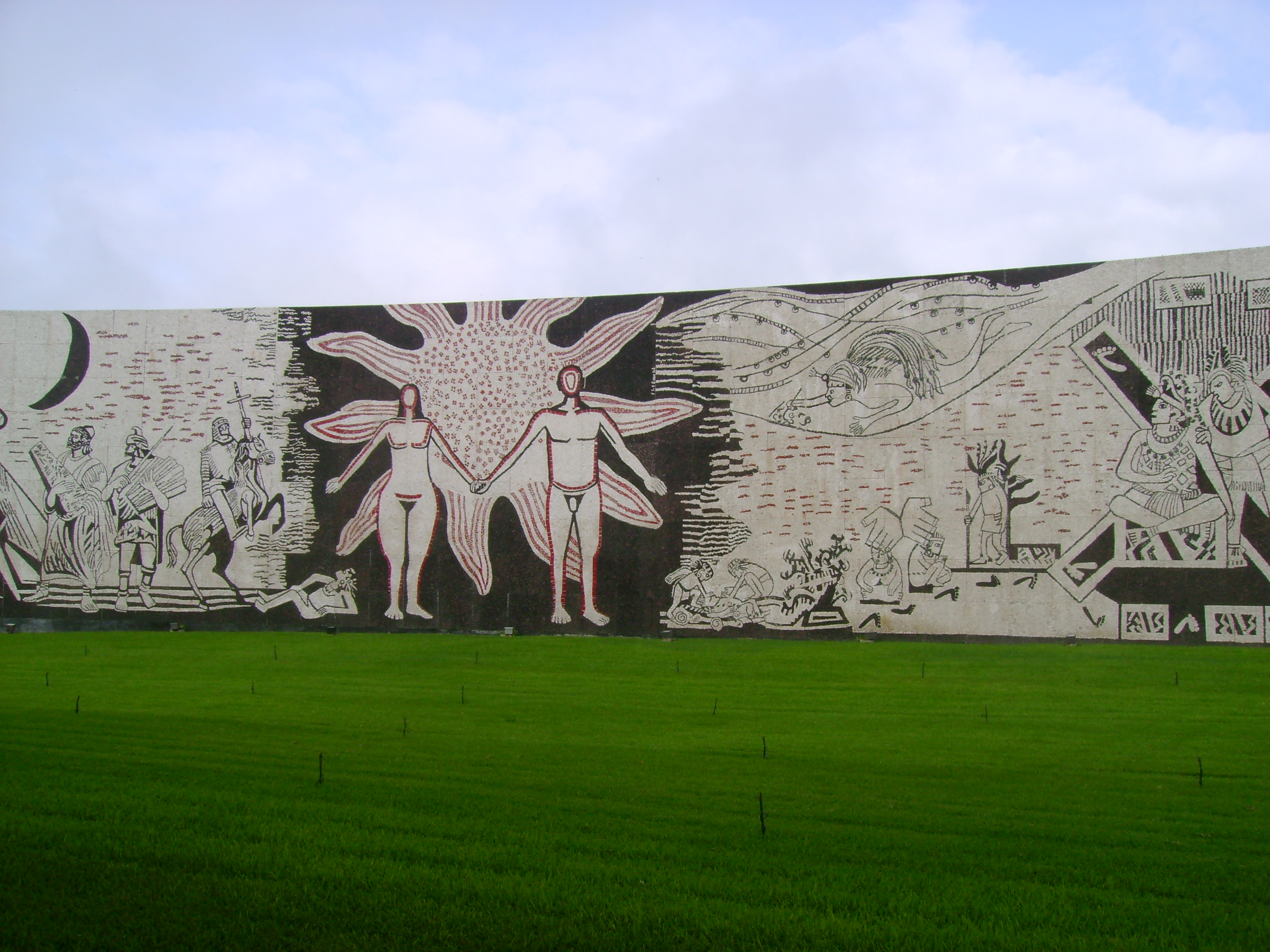
Mauerbild von Adolfo Mexiac in der Universidad de Colima

1944 bis 1946 studierte er Malerei an der Escuela Nacional de Artes de Morelia (Nationale Schule der Künste von Morelia). Darauf folgte von 1947 bis 1951 ein Studium an der aus der Academia de San Carlos hervorgegangenen Escuela Nacional de Artes Plásticas (ENAP) in Mexiko-Stadt. Ferner studierte Mexiac an der Kunstakademie La Esmeralda und an der Escuela de Artes del Libro (Schule der Buchkunst). Seine Lehrer waren José Chávez Morado, Leopoldo Méndez und Pablo O’Higgins. Von 1950 bis 1960 war Mexiac in der Taller de Gráfica Popular (Werkstatt der Volksgraphiker, TGP). Ebenfalls war er Professor für Grafik und Zeichenkunst an der ENAP. Von 1953 bis 1954 hielt er sich in Chiapas auf, wo er für das Instituto Nacional Indigenista (Nationalen Bevölkerungsinstitut, INI) Zeichnungen anfertigte. In Chiapas fand auch seine erste Einzelausstellung statt. Mexiac schuf Zeichnungen für verschiedene Zeitungen und Schulbücher. Von 1958 bis 1978 beteiligte er sich an vielen Biennalen, unter anderem in Jugoslawien, Chile, Kuba und Italien. 1957, 1958 und 1969 gewann er den ersten Preis im Grafiksalon von Mexiko, 1959 den ersten Preis bei den Weltfestspielen der Jugend und Studenten in Wien und 1964 den ersten Preis des Casa de las Américas auf Kuba. Sein berühmtestes Werk ist das 1981 fertiggestellte Wandgemälde im Palacio Legislativo in Mexiko-Stadt. Es hat eine Größe von 35 × 6 Metern und stellt die Verfassungsgeschichte Mexikos dar. 1986 bis 1987 entstanden Wandgemälde in der Universität von Colima. Die Werke Mexiacs wurden in fast 30 Einzelausstellungen weltweit präsentiert. Mexiac war seit 1976 Mitglied der Academia de Artes. Er wohnte in Mexiko-Stadt und Cuernavaca.